# Sakari Manninen
Sakari Manninen (ur. 10 lutego 1992 w Oulu) – fiński hokeista, reprezentant Finlandii, dwukrotny olimpijczyk.

## Kariera
- Kärpät U16 (2007-2008)
- Kärpät U18 (2008-2010)
- Kärpät U20 (2010-2012, 2013/2014)
- Hokki (2012-2013)
- Kärpät (2013-2014, 2014-2015)
  -  Peliitat (2013/2014)
  -  KalPa (2013/2014)
  -  Hokki (2014/2015)
- HPK (2015-2017)
  -  Kärpät (2015/2016)
- Örebro HK (2017-2018)
- Jokerit (2018-2019)
- Saławat Jułajew Ufa (2019-2022)
- Vegas Golden Knights (2022-)

Wychowanek klubu Ahmat Haukipudas. Karierę rozwijał w klubie Oulun Kärpät. W maju 2015 przeszedł do HPK. Do 2017 grał w fińskich klubach w rozgrywkach Liiga i Mestis. W kwietniu 2017 został zawodnikiem szwedziego klubu Örebro HK. W maju 2018 został graczem Jokeritu, występującego w rosyjskich rozgrywkach KHL. W maju 2019 został zawodnikiem Saławatu Jułajew Ufa w ramach wymiany za prawa zawodnicze do Miro Heiskanena i Henrika Borgströma. Po rozpoczęciu inwazji Rosji na Ukrainę na początku marca 2022 tj. na początku fazy play-off w sezonie KHL (2021/2022) odszedł z klubu (podobnie jak wszyscy nierosyjscy zawodnicy drużyny), a jego kontrakt został rozwiązany za obopólną zgodą. W lipcu 2022 podpisał jednoroczny kontrakt z Vegas Golden Knights w rozgrywkach NHL.
W barwach seniorskiej reprezentacji Finlandii uczestniczył w turniejach zimowych igrzysk olimpijskich 2018, 2022 oraz mistrzostw świata edycji 2018, 2019, 2022.

## Sukcesy
Reprezentacyjne
- Złoty medal mistrzostw świata: 2019, 2022
- Złoty medal zimowych igrzysk olimpijskich: 2022

Klubowe
- Złoty medal SM-sarja: 2008 z Kärpät U16
- Brązowy medal SM-sarja: 2009 z Kärpät U18
- Złoty medal Jr. A SM-liiga Champion: 2010 z Kärpät U18
- Złoty medal mistrzostw Finlandii: 2015 z Kärpät
- Brązowy medal mistrzostw Finlandii: 2016 z Kärpät

Indywidualne
- Jr. A SM-liiga (2011/2012):
  - Najlepszy zawodnik miesiąca: grudzień 2011
  - Trofeum Jerego Lehtinena - dżentelmen sezonu
- Mestis (2012/2013):
  - Najlepszy debiutant miesiąca: listopad 2012
- Liiga (2016/2017):
  - Drugie miejsce w klasyfikacji +/- w sezonie zasadniczym: +24[10]
- Mistrzostwa Świata w Hokeju na Lodzie 2019/Elita:
  - Zwycięski gol w meczu ćwierćfinałowym przeciw Szwecji, wygranym przez Finlandię w dogrywce 5:4 (23 maja 2019)[11][12]
  - Szóste miejsce w klasyfikacji asystentów: 9 asyst[13]
  - Jeden z trzech najlepszych zawodników reprezentacji w turnieju[14]
- KHL (2020/2021):
  - Pierwsze miejsce w klasyfikacji średniego czasu gry w meczu wśród napastników w sezonie zasadniczym: 21,12 min.
  - Drugie miejsce w klasyfikacji średniego czasu gry w meczu wśród napastników w fazie play-off: 23,14 min.
  - Nagroda Najlepsza Trójka dla tercetu najskuteczniejszych strzelców ligi (oraz Markus Granlund i Teemu Hartikainen): łącznie 63 goli[15]
- Hokej na lodzie na Zimowych Igrzyskach Olimpijskich 2022 – turniej mężczyzn:
  - Hat trick w meczu Finlandia - Słowacja 6:2 uzyskany w dniu swoich 30 urodzin (10 lutego 2022)[16][17]
- Hokej na lodzie na Zimowych Igrzyskach Olimpijskich 2022 – turniej mężczyzn:
  - Zwycięski gol w meczu 1/2 finału Finlandia - Słowacja 2:0[18]
  - Trzecie miejsce w klasyfikacji strzelców turnieju: 4 gole[19]
  - Drugie miejsce w klasyfikacji kanadyjskiej turnieju: 7 punktów[20]
  - Trzecie miejsce w klasyfikacji +/- turnieju: +7[21]
  - Skład gwiazd turnieju[22]
- Mistrzostwa Świata w Hokeju na Lodzie 2022 (elita):
  - Zdobywca zwycięskiego gola w dogrywce meczu finałowe Finlandia - Kanada (4:3)[23][24]
  - Piąte miejsce w klasyfikacji strzelców w turnieju: 6 goli[25]
  - Skład gwiazd turnieju[26]
- KHL (2021/2022):
  - Czwarte miejsce w klasyfikacji strzelców zwycięskich goli meczowych w sezonie zasadniczym: 6 goli